# Lakkampatti
Lakkampatti là một thị xã panchayat của quận Erode thuộc bang Tamil Nadu, Ấn Độ.

## Nhân khẩu
Theo điều tra dân số năm 2001 của Ấn Độ, Lakkampatti có dân số 11.057 người. Phái nam chiếm 51% tổng số dân và phái nữ chiếm 49%. Lakkampatti có tỷ lệ 62% biết đọc biết viết, cao hơn tỷ lệ trung bình toàn quốc là 59,5%: tỷ lệ cho phái nam là 71%, và tỷ lệ cho phái nữ là 53%. Tại Lakkampatti, 9% dân số nhỏ hơn 6 tuổi.